# اندیس کوه شور آب
کوه شور آب یک اندیس غیرفلزی است که در حوالی شهر معبد استان سمنان قرار دارد و مادهٔ معدنی موجود در آن، فسفات است.  